# 大河湾镇
大河湾镇，是中华人民共和国内蒙古自治区呼伦贝尔市扎兰屯市下辖的一个乡镇级行政单位。

## 行政区划
大河湾镇下辖以下地区：
大兴社区、大水泉子村、幸福之路村、大河湾村、东升村、红光村、明星村、暖泉村、火车头村、前进村、永丰村、永兴村和金星村。